# Guo Jinlong
Guo Jinlong (en chinois 郭金龙), né en juillet 1947, est un homme politique chinois. Il a été vice-président de la Commission centrale d'orientation pour l'édification de la civilisation spirituelle et membre du Bureau politique du Parti communiste chinois. Guo a été maire de Pékin de 2008 à 2012 puis secrétaire du Parti communiste chinois (PCC) de 2012 à 2017. Maire de Pékin lors des Jeux olympiques de 2008, Guo a également été président exécutif du Comité d'organisation des Jeux olympiques de Pékin (BOCOG).
Avant sa carrière à Pékin, Guo a été secrétaire du Parti de la région autonome du Tibet de 2000 à 2004 et secrétaire du Comité du PCC de la province de l'Anhui de 2004 à 2007.

## Biographie

### Jeunesse au Sichuan
Guo Jinlong est né à Nankin, dans le Jiangsu. De 1964 à 1969, il a étudié au département de physique de l'université de Nankin, se spécialisant en acoustique, et a rejoint la population active en août 1969. De 1970 à 1973, il a servi comme cadre à l'unité d'électricité du bureau de l'eau et de l'électricité du comté de Zhong, dans la province du Sichuan. De 1973 à 1979, il a été entraîneur au comité de culture physique du comté de Zhong. Il a rejoint le Parti communiste chinois (PCC) en avril 1979. De 1979 à 1980, il a été instructeur théorique au département de publicité du comité du PCC du comté de Zhong. En 1980, il a été directeur adjoint du bureau de la littérature et de l'éducation du comté de Zhong, puis en 1981, directeur du bureau de la culture du comté, et enfin en 1983, secrétaire adjoint du comité du comté et gouverneur du comté.
De 1985 à 1987, il a été directeur adjoint du Bureau de recherche sur la politique rurale du Comité provincial du PCC pour le Sichuan et directeur adjoint du Comité de l'économie rurale du Sichuan. De 1987 à 1990, il a été secrétaire adjoint du Comité municipal du PCC pour Leshan. De 1990 à 1992, il a été secrétaire du Comité municipal du PCC pour Leshan. D'octobre 1992 à 1993, il a été membre permanent du Comité provincial du PCC pour le Sichuan et en 1993, il est devenu secrétaire adjoint du Comité provincial du PCC pour le Sichuan.

### Passage au Tibet
En décembre 1993, Guo quitta le Sichuan, où il avait travaillé plus de vingt ans, pour se rendre à Lhassa comme secrétaire adjoint du Parti pour la région autonome du Tibet. Il fut promu secrétaire de 2000 à 2004. En tant que principal responsable du Tibet à l'époque, Guo joua un rôle majeur dans le projet de chemin de fer Qinghai-Tibet. En octobre 2000, la cinquième session plénière du quinzième Comité central du PCC se tint à Pékin, dont le thème était l'étude des propositions pour le dixième plan quinquennal. Le 10 octobre, lors d'une discussion de groupe, Guo Jinlong plaida pour l'inclusion de la construction du chemin de fer Qinghai-Tibet dans le dixième plan quinquennal de la Chine.

### Carrière dans l'Anhui
Il quitta le Tibet pour occuper les fonctions de chef du Parti de la province de l'Anhui en 2004, puis de président du Comité permanent de l'Assemblée populaire de l'Anhui à partir de 2005. En 2004, la scène politique de l'Anhui était en pleine ébullition, à commencer par l'exécution de l'ancien vice-gouverneur Wang Huaizhong pour détournement de fonds et corruption, suivie par l'attention nationale portée au scandale du faux lait en poudre à Fuyang. De ce fait, la nomination de Guo Jinlong suscita de grandes attentes. Il passa les six premiers mois de son mandat à mener des investigations dans divers endroits et vécut dans une maison d'hôtes avec sa famille pendant environ six mois,,.

### Maire de Pékin
Après le départ de Wang Qishan de son poste de maire de Pékin, Guo a quitté l'Anhui pour le nord afin d'assumer le poste de maire par intérim le 30 novembre 2007, poste confirmé le 26 janvier 2008. Il a été président exécutif du Comité d'organisation des Jeux olympiques d'été de 2008 à Pékin. Le 3 juillet 2012, quelques mois avant le XVIIIe Congrès du Parti, Guo a été nommé chef du Parti pour Pékin. Lors du congrès du Parti tenu en novembre, il a été élevé au rang de membre du Bureau politique du Parti communiste chinois (PCC), composé de 25 membres. Sous la présidence de Guo Jinlong, Pékin a obtenu l'organisation des XXIVe Jeux olympiques d'hiver le 31 juillet 2015.
Le 27 mai 2017, Guo a cédé son poste de chef du Parti à Cai Qi. Il a ensuite été nommé vice-président de la Commission centrale d'orientation pour l'édification de la civilisation spirituelle. Guo était membre suppléant du 15e Comité central du PCC et membre des 16e, 17e et 18e Comités centraux. En raison des restrictions d'âge, Guo a pris sa retraite lors du 19e congrès national du Parti communiste chinois en 2017.